# Eitel Klein

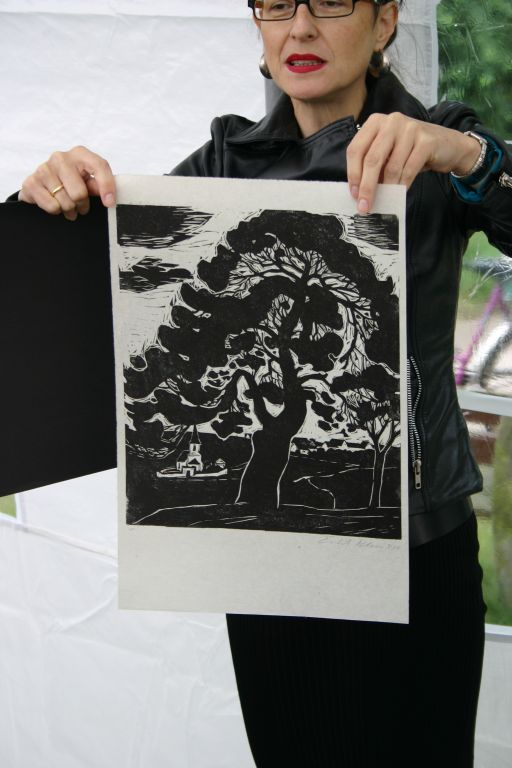
Susanne Klein präsentierte bei der Gedenksteineinweihung „Die Föhre“, eines der bekanntesten Bilder ihres Vaters

Eitel Klein (* 27. April 1906 in Hörlbach bei Ellingen; † 12. November 1990 in Nürnberg) war ein deutscher Maler und Grafiker.

## Leben
Eitel Klein wurde 1906 als Sohn des Dorfschullehrers in Hörlbach, einem heutigen Ortsteil der Stadt Ellingen (Landkreis Weißenburg-Gunzenhausen), geboren. 1922 verlegte die Familie ihren Wohnsitz nach Nürnberg. Ab 1924 studierte Eitel Klein Ornamentzeichnung und Gebrauchsgrafik an der Kunstgewerbeschule Nürnberg. Danach folgte 1929 ein Malstudium an der Akademie der bildenden Künste in München bei Karl Caspar. Nach Abschluss des Studiums arbeitete Klein freiberuflich in Nürnberg und stellte in der „Fränkischen Galerie“ aus.
Ab 1937 beschäftigte sich Klein mit der Freskomalerei und dem Thema „Kunst am Bau“ - er erhielt im gleichen Jahr den Auftrag, die Rathausfassade in Hersbruck mit einem Fresko zu versehen.
1940 wurde Eitel zur Wehrmacht einberufen und geriet 1944 in sowjetische Gefangenschaft, aus der er erst 1950 entlassen wurde. Nach seiner Rückkehr nach Nürnberg erhielt er viele Aufträge zum Thema „Kunst am Bau“.
Im Jahre 1951 wurde Klein Mitglied im Künstlerverein „Der Kreis“ in Nürnberg, er baute ein eigenes Atelierhauses im Garten des Elternhauses. Künstlerisch wandte er sich dem farbintensiven Temperabild zu und beteiligte sich an Ausstellungen im Haus der Kunst in München sowie in Nürnberg und Bayreuth.
In der Endphase seines Schaffens kaufte er 1974 eine eigene Druckerpresse und konzentrierte sich erneut auf Grafik und Zeichnung. Seine Präsentationen der Bilder und Zeichnungen erfolgten in Einzelausstellungen in Nürnberg, Weißenburg, Marburg, Erlangen und Roth.

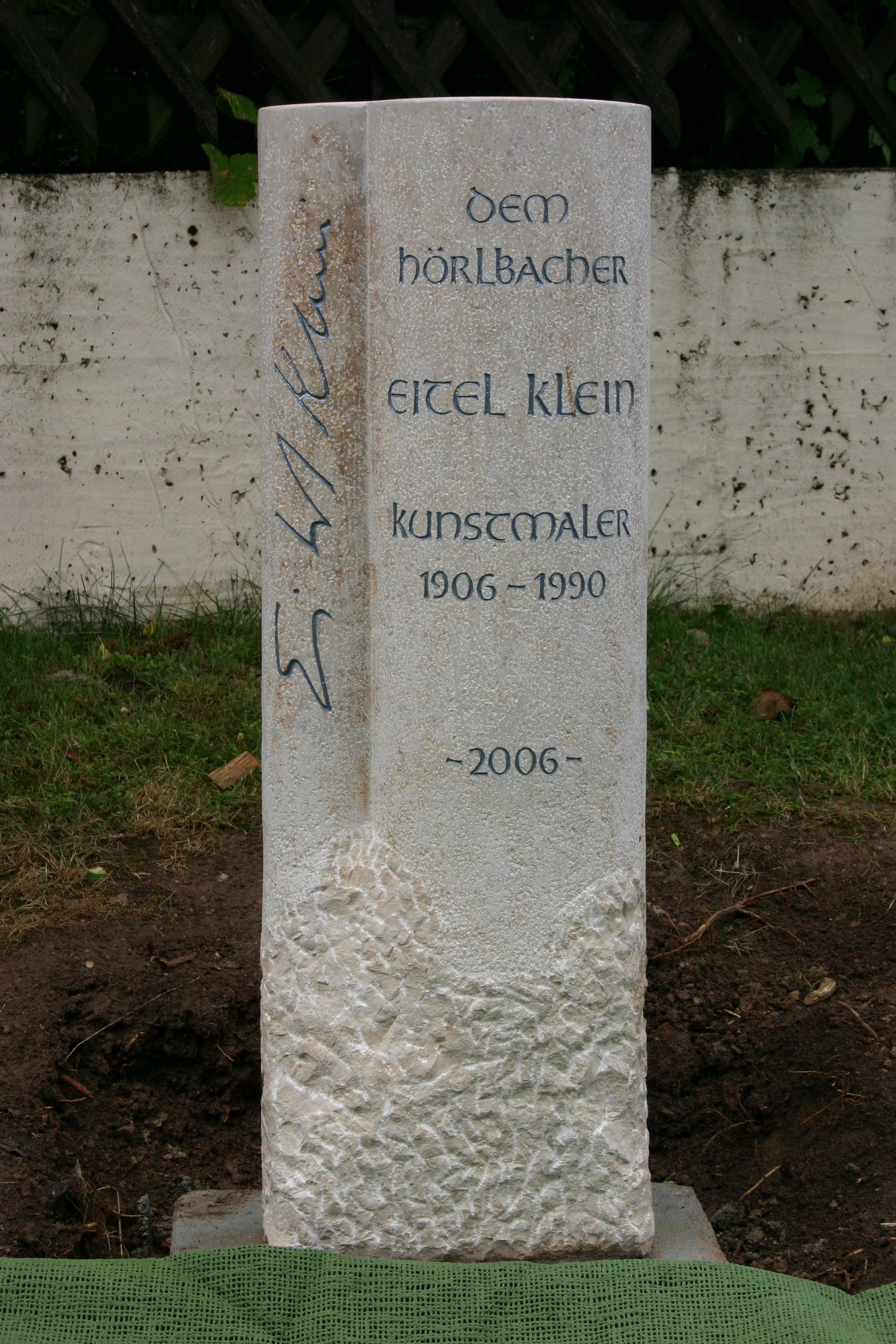
Gedenkstein für Eitel Klein

Klein verstarb 1990 in Nürnberg. Am 6. August 2006 ließ der Heimatverein Hörlbach einen Gedenkstein für Eitel Klein errichten.

## Ausstellungen
- 1992 – Kulturzentrum Ostpreußen in Ellingen
- 2005 – St. Oswald-Kirche in Hörlbach zur 750-Jahr-Feier von Hörlbach
- 2006 – Kunstmuseum Erlangen (Loewenisches Palais): eitel klein – neu gesehen
- 2007 – KREIS Galerie am Germanischen Nationalmuseum in Nürnberg: Eitel Klein – Atelier und Garten
- 2008 – Kulturzentrum Ostpreußen: Eitel Klein – Bilder vom einfachen Leben auf dem Land
- 2017 – Kunstmuseum Hersbruck – Die Verschollenen – Eine Dokumentation des Freskos am Hersbrucker Rathaus (1937–1945) und Werke aus verschiedenen Sammlungen (21. September bis 17. Dezember 2017)[1]

## Auszeichnungen
- 1984 – Wolfram-von-Eschenbach-Preis